# غزالة عليزاده
غزالة عليزاده (بالفارسية: غزاله علیزاده) (15 فبراير 1949، مشهد في إيران - 12 مايو 1996 في إيران)؛ شاعرة، كاتِبة وروائية إيرانية. درست في جامعة طهران.

## أعمالها
- الروايات
- منظران طبيعيان 1363
- ليالي طهران
- ملكية مطحنة